# Roy Clark
Roy Linwood Clark (Meherrin (Virginia), 15 april 1933 - Tulsa 15 november 2018) was een Amerikaanse country-muzikant.

## Jeugd
Roy Clark leerde het banjo- en gitaar spelen van zijn vader, die amateurmuzikant was. Als tiener won hij twee keer een landelijke banjowedstrijd. Nadat hij door jarenlange optredens in clubs en radioshows de nodige ervaring had opgedaan, begeleidde hij eind jaren 1950 Wanda Jackson bij haar optredens.

## Carrière
In 1962 werd hij door Capitol Records gecontracteerd. Een jaar later lukte het hem om met zijn pop-georiënteerde single Tips Of My Fingers een top 10-hit te scoren. In het verloop van het decennium werd een reeks succesvolle albums gepubliceerd. Hij werd vooral bekend door tv-optredens. De joviale, steeds goed gehumeurde Clark was steeds een graag geziene gast. Vanaf medio 1969 leidde hij samen met Buck Owens de nieuwe tv-show Hee Haw. De serie werd een onverwacht succes en bleef populair tot ver in de jaren 1980. De veelzijdige instrumentalist had hier voldoende gelegenheid om zijn veelzijdige talenten onder bewijs te stellen.
In 1968 wisselde hij naar Dot Records. Hij publiceerde talrijke albums en singles en werd met prijzen nagenoeg overladen. Zijn grootste hits in deze jaren waren Yesterday When I Was Young (1969), I Never Picked Cotton, A Simple Thing Called Love (1971), Honeymoon Feelin' (1974) en If I Had to Do It All Over Again (1976). Zijn eerste nummer 1-hit in de countryhitlijst had hij met de single Come Live With Me (1973), een compositie van Boudleaux en Felice Bryant.
In 1976 wisselde hij naar ABC Records. In hetzelfde jaar ondernam hij een drie weken durende tournee door de voormalige Sovjet-Unie. Aan het begin van de jaren 1980 wisselde hij nogmaals van label, echter de tijd van zijn grote successen was voorbij. In Branson opende hij het Roy Clark Celebrity Theater. In 1987 werd hij een permanent lid van de Grand Ole Opry. Meermaals doneerde hij hoge geldbedragen voor humanitaire projecten.

## Onderscheidingen
In 1973 kreeg hij de begerenswaardigste onderscheiding van de countrymuziek. Hij werd door de Country Music Association gekozen tot «Entertainer of the Year». Dezelfde onderscheiding kreeg hij in 1972 en 1973 van de Academy of Country Music. Bovendien werd hij meermaals gekozen tot de beste instrumentalist van het jaar. 

## Overlijden
Roy Clark overleed in november 2018 op 85-jarige leeftijd.

## Discografie

### Albums
Capitol Records
- 1962 - The Lightning Fingers Of Roy Clark
- 1963 - Roy Clark Sings The Tip Of My Fingers
- 1964 - Happy To Be Unhappy
- 1965 - Roy Clark Guitar Spectacular
- 1966 - Roy Clark Sings Lonesome Love Ballads
- 1966 - Stringin' Along With The Blues

Dot Records
- 1968 - Urban Suburban
- 1968 - Do You Believe This Roy Clark
- 1969 - Yesterday, When I Was Young
- 1969 - The Everlovin' Soul Of Roy Clark
- 1970 - The Other Side Of Roy Clark
- 1970 - I Never Picked Cotton
- 1970 - The Best Of Roy Clark
- 1971 - The Incredible Roy Clark
- 1971 - The Magnificent Sanctuary Band
- 1972 - Roy Clark Country
- 1973 - Superpicker
- 1973 - Come Live With Me
- 1973 - Roy Clark's Family Album
- 1974 - The Entertainer
- 1974 - Roy Clark
- 1975 - A Pair Of Fives (Banjos That Is)
- 1975 - Heart To Heart

ABC Records
- 1977 - ABC Collection
- 1977 - Hookin' It
- 1978 - Labor Of Love
- 1978 - Banjo Bandits

MCA Records
- 1979 - Makin' Music met Clarence Gatemouth Brown en Steve Ripley
- 1980 - My Music
- 1981 - Makin' Love
- 1981 - Meanwhile Back At The Country

- Bibliothèque nationale de France: cb13892547b (data)
- Gemeinsame Normdatei: 119255553
- International Standard Name Identifier: 0000 0000 7838 7461
- Library of Congress Control Number: n91092857
- MusicBrainz: 88f8eb8f-1da4-455b-8a7f-229e5c59ff52
- Nationale Bibliotheek van Tsjechië: xx0046354
- Nationale Bibliotheek van Israël: 987007404801105171
- SNAC: w6pc5nk6
- Virtual International Authority File: 85592524
- WorldCat: E39PBJmdyQbCXFMmRh87frCJDq